# STS-105
STS-105 (Abkürzung nach englisch Space Transportation System) ist die Missionsbezeichnung für einen Flug des US-amerikanischen Space Shuttles Discovery (OV-103) der NASA. Der Start erfolgte am 10. August 2001. Es war die 106. Space-Shuttle-Mission, der 30. Flug der Raumfähre Discovery und der 11. Flug eines Shuttles zur Internationalen Raumstation (ISS).

## Mannschaft

### Shuttle-Besatzung
- Scott Horowitz (4. Raumflug), Kommandant
- Frederick Sturckow (2. Raumflug), Pilot
- Daniel Barry (3. Raumflug), Missionsspezialist
- Patrick Forrester (1. Raumflug), Missionsspezialist

### ISS-Crew Hinflug
ISS-Expedition 3:
- Frank Culbertson (3. Raumflug), Kommandant
- Michail Tjurin (Roskosmos/ Russland) (1. Raumflug), Bordingenieur
- Wladimir Deschurow (Roskosmos/ Russland) (2. Raumflug), Bordingenieur

### Ersatz
- Waleri Korsun (Roskosmos/ Russland) für Culbertson
- Sergei Treschtschow (Roskosmos/ Russland) für Tjurin
- Peggy Whitson für Deschurow

### ISS-Crew Rückflug
ISS-Expedition 2:
- Juri Ussatschow (Roskosmos/ Russland) (4. Raumflug), Kommandant
- Susan Helms (5. Raumflug), Bordingenieurin
- James Voss (5. Raumflug), Bordingenieur

(nach einer Flugzeit von 167 Tagen, 6 Stunden und 41 Minuten zur Erde zurückgekehrt; Hinflug mit STS-102)
Helms, Voss, Ussatschow, und Horowitz (seinerzeit noch als Pilot) waren bereits bei STS-101 gemeinsam geflogen.

## Missionsüberblick
Auf diesem Flug wurde die permanente Mannschaft der Internationalen Raumstation ausgetauscht. Außerdem wurden mit dem italienischen Logistikmodul Leonardo Güter und Experimente zur Station gebracht. Insgesamt blieb die Discovery acht Tage mit der ISS verbunden, an denen zwei Außenbordeinsätze durchgeführt wurden.

## Missionsdetails
Die dritte Stammbesatzung für die Internationale Raumstation wurde in den Orbit gebracht. Mit der Discovery kehrte außerdem die ISS-2-Crew nach reichlich 5 Monaten im All auf die Erde zurück. Größtenteils im Logistikmodul Leonardo untergebracht, wurden zudem Experimente, Versorgungsgüter und Ausrüstungen zur Station transportiert. Dazu gehörten auch die EXPRESS-Racks 4 und 5 (je ca. 540 kg). Die neuen Experimente dienten in erster Linie biotechnologischer und medizinischer Forschung. So wurde mit dem Komplex Cellular Biotechnology Operations Support System (CBOSS) im EXPRESS-Rack 4 das Wachstum verschiedener Zellarten analysiert. Dazu verfügte CBOSS über eine ausgeklügelte Temperatursteuerung, eine Anlage zum Einfrieren der fertigen Proben, ein System zur Regulation der Gaszufuhr sowie einen Behälter zur Aufnahme von bis zu 48 Proben. Zur Züchtung von Proteinkristallen höchster Reinheit wurden außerdem die Advanced Protein Crystallisation Facility (APCF) sowie das Dynamic Controlled Protein Crystal Growth Experiment (DCPCG, beide in EXPRESS-Rack 1) genutzt.
Das Andocken der Raumfähre an die Station erfolgte am 12. August, 18.42 WZ. Am folgenden Tag wurden die Schalensitze im Sojus-Raumschiff gewechselt und die Sokol-Raumanzüge für die neue Besatzung der Raumstation getestet. Das Sojus-Raumschiff fungierte wie immer als Rettungskapsel für Notfälle. Ebenfalls am 13. August wurde das Logistikmodul von Patrick Forrester mit Hilfe des Manipulatorarms der Discovery aus der Ladebucht gehoben und am Unity-Modul angedockt (15.55 WZ). Danach begannen die Entladearbeiten. Mehr als 3 Tonnen Ausrüstung, Lebensmittel und Wasser wurden in der Station verstaut. Bereits abgeschlossene Experimente und persönliche Gegenstände der ISS-2-Crew sowie Abfall wurden im Gegenzug in die Discovery bzw. in das Logistikmodul Leonardo transportiert. Leonardo wurde am 19. August von der Station abgekoppelt und wieder im Laderaum des Shuttles untergebracht.
Am 14. August wurde im russischen Service-Modul Swesda eine neue Software installiert, die an den folgenden Tagen getestet wurde. Mit ihr verbessert sich die Steuerung der Station vom russischen Teil aus. Dies war insbesondere für die Ankunft des russischen Kopplungs- und Ausstiegsmoduls Pirs im September wichtig.

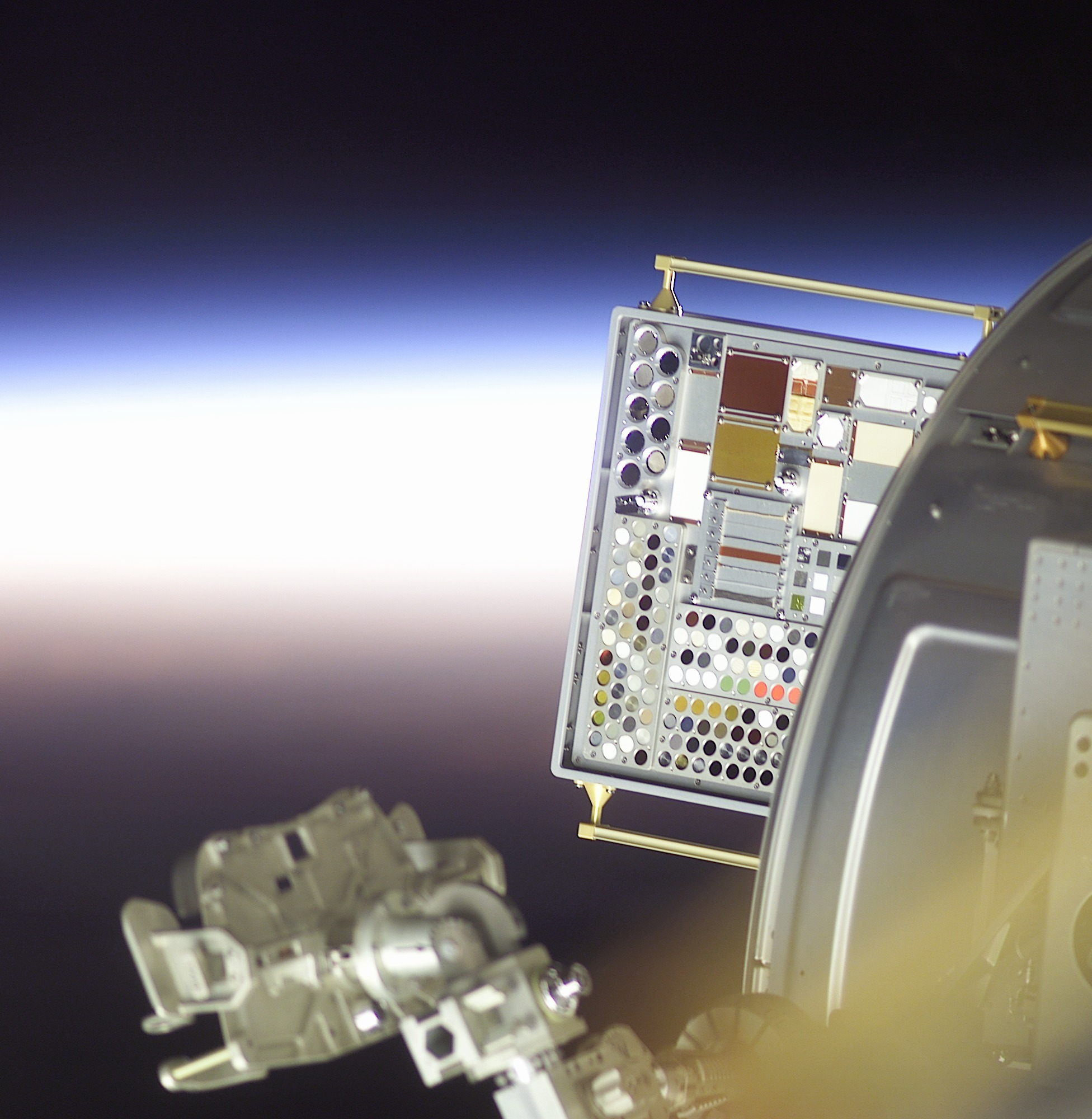
MISSE an der Hülle der ISS

Am 16. August arbeiteten die Astronauten Barry und Forrester für 6 Stunden und 16 Minuten im Weltraum. Dabei montierten sie einen Ammoniaktank am Gitterelement P6. Das Ammoniak dient als Kühlflüssigkeit für die Solarzellenelektronik. Anschließend wurde das erste wissenschaftliche Experiment außenbords montiert. Materials International Space Station Experiment (MISSE) umfasst 750 verschiedene Materialien, deren Beständigkeit unter den rauen Bedingungen des Weltalls getestet werden. Der Materialkomplex sollte nach etwa einem Jahr zur Erde zurückgebracht werden. Beim zweiten Ausstieg (Barry und Forrester, Dauer 5 Stunden 29 Minuten) am 18. August wurde ein etwa 15 Meter langes Stromkabel für die Heizungen des Gitterelements S0 installiert. S0 ist das zentrale Element der über 100 Meter langen Gitterstruktur, die auf dem Labormodul Destiny montiert wird.
Während des gemeinsamen Fluges wurden mit den Triebwerken der Discovery zwei Bahnmanöver durchgeführt. Dadurch wurde der Orbit der Station um etwa 7 Kilometer angehoben. Nach der Abkopplung am 20. August, umflog die Raumfähre die Station in einem Abstand von etwa 150 Metern. Dabei wurden Video- und Fotoaufnahmen gemacht. Anschließend wurde der Kleinsatellit Simplesat gestartet, mit dem demonstriert werden sollte, wie genau eine Satellitensteuerung über das Global Positioning System GPS ist.
In der Ladebucht der Discovery befanden sich mehrere Kanister mit Experimenten, die im Rahmen eines speziellen Bildungsprogramms (Shuttle Small Payload Project SSPP) gemeinsam mit Schülern verschiedener Bundesstaaten der USA durchgeführt wurden. Dazu gehörten insbesondere biologische Experimente (Zell- und Sprosswachstum, Entwicklung von Wurzeln, Einfluss von Strahlung, Temperaturschwankungen und Schwerelosigkeit auf verschiedene Pflanzensamen) und physikalische Versuche (Glimmbrand in der Schwerelosigkeit, Korrosion, Einfluss hochfrequenter Strahlung auf natürliche und synthetische Stoffe, Haltbarkeit von Klebstoffen, Stabilität von Bildmedien, Wirkungen verschiedener Strahlungsschilde, Laserkommunikation, Einfluss von Strahlung, Temperatur und Mikrogravitation auf verschiedene Materialien).
Die Discovery landete auf dem Gelände des Kennedy Space Center in Florida. Die Landung verzögerte sich wegen eines Regenschauers um eine Erdumkreisung. Nach der Landung fanden umfangreiche medizinische Untersuchungen, vor allem an den Mitgliedern der ISS-Crew statt. Dazu gehören Tests der Lunge und des Immunsystems sowie Untersuchungen zum Nierensteinrisiko.